# Катерине Ибаргвен
Катерине Ибаргвен Мена (шп. Caterine Ibargüén Mena; Апартадо, 12. фебруар 1984) колумбијски је атлетичарка која се такмичи у троскоку. На Олимпијским играма 2012. у Лондону освојила је сребрну медаљу, другу олимпијску медаљу за Колумбију у атлетици након 20 година, а у Рио де Жанеиру 2016. окитила се златном олимпијском медаљом. Победила је на Светским првенствима 2013. и 2015, а 2011. је освојила бронзану медаљу. Прва је Колумбијка која је постала светска првакиња у некој атлетској дисциплини. На Панамеричким играма освојила је две златне медаље. Лични рекорд јој је 15,31 метар. Повремено се такмичи у скоку увис и у скоку удаљ. Четири пута узастопно (2013, 2014, 2015. и 2016) освојила је Дијамантску лигу.